# Milan (Ohio)
Milan és una població dels Estats Units a l'estat d'Ohio. Segons el cens del 2000 tenia 1.445 habitants.

## Demografia
Segons el cens del 2000, Milan tenia 1.445 habitants, 540 habitatges, i 406 famílies. La densitat de població era de 476,9 habitants/km².
Dels 540 habitatges en un 33% hi vivien nens de menys de 18 anys, en un 60,2% hi vivien parelles casades, en un 10,4% dones solteres, i en un 24,8% no eren unitats familiars. En el 22% dels habitatges hi vivien persones soles l'11,5% de les quals corresponia a persones de 65 anys o més que vivien soles. El nombre mitjà de persones vivint en cada habitatge era de 2,55 i el nombre mitjà de persones que vivien en cada família era de 2,98.
Per edats la població es repartia de la següent manera: un 24,9% tenia menys de 18 anys, un 6,4% entre 18 i 24, un 24,6% entre 25 i 44, un 25,4% de 45 a 60 i un 18,8% 65 anys o més.
L'edat mediana era de 41 anys. Per cada 100 dones de 18 o més anys hi havia 86,1 homes.
La renda mediana per habitatge era de 51.204 $ i la renda mediana per família de 57.986 $. Els homes tenien una renda mediana de 42.426 $ mentre que les dones 26.027 $. La renda per capita de la població era de 23.143 $. Aproximadament el 3,2% de les famílies i el 4,6% de la població estaven per davall del llindar de pobresa.

## Persones il·lustres
- Thomas Edison (1847 - 1931) inventor

## Poblacions més properes
El següent diagrama mostra les poblacions més properes.